# Kyrene

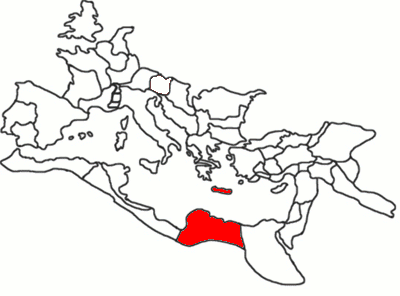
Römische Provinz Creta et Cyrene

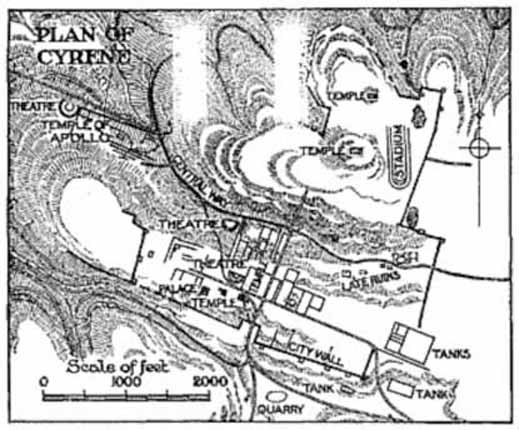
Plan der Ausgrabungsstätte 1860

Kyrene (altgriechisch Κυρήνη), eine antike griechische Stadt im heutigen Libyen, war die älteste und bedeutendste der fünf griechischen Poleis der Region und gab Ostlibyen den Namen Kyrenaika, den es bis heute behalten hat. Sie liegt in einem fruchtbaren Tal im Hochland des Al-Dschabal al-Achdar. Seit 1982 steht Kyrene auf der Liste des UNESCO-Weltkulturerbes.

## Geschichte
Kyrene wurde um 630 v. Chr. als griechische Apoikie von der auf der Kykladeninsel Santorin gelegenen Stadt Alt-Thera gegründet und zunächst angeblich von Aristoteles von Thera (später Battos I. genannt) regiert. Die wohl zumindest teilweise mythischen Details der Stadtgründung schilderte Herodot 200 Jahre später im Buch IV seiner Historien. Aristoteles berichtet im VI. Buch seiner Politik, dass sich Kyrene unter den Battiaden erfolgreich gegen die persischen Achämeniden behauptet habe, nachdem diese das benachbarte Ägypten erobert hatten. Die Bürger stürzten laut Aristoteles um 440 v. Chr. die Monarchie und errichteten eine Demokratie in Kyrene. In der Folgezeit erlebte die Stadt, die durch den Export von Agrarerzeugnissen zu Wohlstand gelangt war, eine große kulturelle Blüte.
Im Jahr 331 v. Chr. erreichte Alexander der Große über Ägypten Kyrene und sicherte sich die Hafenstadt. Sein General Ptolemaios I., Sohn des Lagos, übernahm Ägypten inklusive der Kyrenaika 323 v. Chr. als Satrapie. Zu dieser Zeit herrschten in Kyrene jedoch innere Unruhen (Stasis), in die auch auswärtige Machtfaktoren wie der spartanische Söldnerführer Thibron eingriffen. Schließlich rief die oligarchische Partei in Kyrene Ptolemaios zur Hilfe, der tatsächlich den Bürgerkrieg beendete und eine oligarchische Stadtverfassung für Kyrene erließ. Deren Text ist auf einer Inschriftenstele in der Stadt gefunden worden. Es handelt sich um die einzige Verfassung einer griechischen Stadt, deren Text inschriftlich überliefert ist.
Trotz der Eingliederung in das Ptolemäerreich waren die folgenden Jahrzehnte in Kyrene von weiteren inneren Unruhen gekennzeichnet. Die erste fand in den Jahren 313–312 v. Chr. statt, die zweite im Jahr 305 v. Chr. Ptolemaios I. sandte daraufhin seinen Stiefsohn Magas in die Stadt, der sich unter Ptolemaios II. vom Ptolemäerreich löste und ein unabhängiges Königreich gründete. Erst nach seinem Tod und dem seines Nachfolgers Demetrios der Schöne um 250 v. Chr. kam die Stadt wieder unter ptolemäische Herrschaft. Kyrene war Geburtsort des Eratosthenes; die Zahl der griechischen Philosophen, die in Verbindung zu der Stadt stehen, ist auffallend groß; dazu zählen Aristipp, Arete, Kallimachos, Theodoros, Hegesias, Annikeris, Lakydes und Karneades.

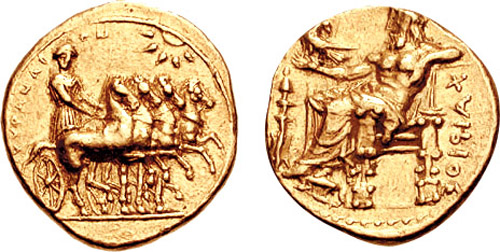
Münze aus der Kyrenaika, um 322–312 v. Chr.

Im Jahr 96 v. Chr. starb Ptolemaios Apion, König von Kyrene und Sohn von Ptolemaios VIII., der die Stadt testamentarisch Rom vermachte. Doch der römische Senat nahm das Erbe zunächst nicht an, sondern erklärte die griechischen Städte der Kyrenaika für frei. Daraufhin kam es in Kyrene zu einer weiteren Stasis, während der sich zunächst ein gewisser Nikokrates, dann ein Mann namens Leandros zu Tyrannen aufgeschwungen haben sollen. Lucius Licinius Lucullus wurde deshalb 86 v. Chr. von Sulla nach Kyrene gesandt, um die andauernden Unruhen zu unterdrücken, in denen laut Strabon auch Juden eine bedeutende Rolle spielten. 74 v. Chr. wurde Kyrene schließlich doch Teil des Römischen Reiches und gehörte fortan zur Provinz Creta et Cyrene; aber während unter den Ptolemäern die jüdischen Einwohner gleiche Rechte genossen hatten, sahen sie sich jetzt zusehends von der griechischen Bevölkerung unterdrückt. Zugleich kam es zu Spannungen zwischen den römischen Bürgern in der Stadt und der übrigen Bevölkerung. Augustus versuchte durch eine Reihe von Edikten, die Spannungen in der Stadt zu entschärfen. Kulturelle Konflikte spitzten sich jedoch zu durch das Wiederaufleben des jüdischen „Nationalismus“ einerseits und Hellenisierungstendenzen bei einem Teil der Juden andererseits. Die Spannungen entluden sich schließlich im Aufstand der Juden von Kyrene unter Trajan (117 n. Chr.). Diese Revolte wurde von Quintus Marcius Turbo blutig unterdrückt, doch zuvor sollen in der Kyrenaika angeblich etwa 200.000 Römer und Griechen getötet worden sein. Diese Erschütterung entvölkerte nach Eusebius Libyen derart, dass dort einige Jahre später neue Kolonien gegründet werden mussten. Im dritten Jahrhundert setzte dann der Niedergang der Stadt ein. Im Jahr 262 wurde die Stadt von einem Erdbeben erschüttert, und Kaiser Claudius Gothicus ließ die Stadt neu errichten und benannte sie nach sich Claudiopolis. Der neue Name hielt sich nicht lange, und auch die Baumaßnahmen des kurzlebigen Herrschers waren kaum nennenswert. Unter Diokletian wurde Creta et Cyrene in drei Provinzen unterteilt: Creta, Pentapolis und Libya Sicca. Kyrene lag auf dem Gebiet der Pentapolis.
Kyrenes Hauptexport erstreckte sich seit seiner Frühgeschichte auf das dort geerntete Heilkraut Silphium, das auf den meisten kyrenischen Münzen dargestellt ist, sowie auf Getreide. Obwohl die kommerzielle Konkurrenz Karthagos und Alexandrias dem Handel abträglich war, blieb Kyrene mit seinem Hafen Apollonia, neben dem heutigen Marsa Susa gelegen, ein wichtiges städtisches Zentrum bis zu einem katastrophalen Erdbeben im Jahr 365 n. Chr. Von diesem erholte sich der Ort nicht mehr.
Ammianus Marcellinus schilderte im späten 4. Jahrhundert die nunmehr angeblich verlassene Stadt und Synesios, um 360 in Kyrene geboren, beschrieb sie Anfang des 5. Jahrhunderts als wüste, den Nomaden ausgelieferte Ruine. Dies ist aber wohl eine Übertreibung, denn Ausgrabungen haben gezeigt, dass die Stadt auch noch weiterhin einige Bedeutung hatte. Es sind auch die Namen verschiedener Bischöfe überliefert: Theodoros von Kyrene lebte bereits im dritten Jahrhundert und starb als Märtyrer während der Christenverfolgung unter Diokletian. Philon ist als Bischof um 365 bezeugt, Rufus beteiligte sich 431 am Konzil von Ephesos. Ein gewisser Menas ist von einer Mosaikinschrift in der Ostkirche bekannt.
Kyrene wird auch im Neuen Testament erwähnt: Ein Simon von Cyrene trägt das Kreuz Christi (Markus 15, 21), außerdem wird Lukius, ein Kyrenäer, namentlich in Apostelgeschichte 13,1 genannt. Siehe außerdem in der Apostelgeschichte 6, 9 und 11, 20.

## Die antike Stadt
Die Stadt liegt am Rande einer Hochebene, die heute als al-Dschabal al-Achdar bezeichnet wird. Vor allem im Westen und Norden fällt das Gelände steil ab. Im Westen hat die Hochebene innerhalb des Stadtgebietes ihren höchsten Punkt und hier befindet sich die Akropolis der Stadt, die bisher aber nur unzureichend erforscht ist. Sie ist an drei Seiten von stark abfallendem Gelände umgeben und deshalb leicht zu verteidigen. Hier stand die erste Stadt. Im Süden befindet sich der Wadi bel Gadir. Im Norden der Wadi bu Turkia. Am nördlichen Abhang befindet sich auch eine Terrasse, auf der schon früh ein Tempelbezirk angelegt wurde. Nur im Osten öffnete sich die Stadt ohne natürlichen Schutz auf die Hochebene.
Der älteste Teil der Stadt scheint ganz im Westen auf dem Abhang des Djebel Akdar gelegen zu haben. Luftaufnahmen zeigen, dass hier eine umwallte Stadt stand, die etwa 300 × 250 Meter groß war, die einen schachbrettartigen Stadtplan hatte. Die Häuserblöcke waren mit 20 × 35 Meter relativ klein. Schon in dieser Zeit befand sich westlich der Stadt ein Zeus-Heiligtum. Es ist literarisch bezeugt. Architektonische Reste stammen erst aus späterer Zeit. Eine erste Stadterweiterung fand wahrscheinlich um 560 v. Chr. statt, als neue Kolonisten ankamen. Die neuen Siedler richteten sich nicht nach dem streng orientierten Stadtplan, sondern errichteten ihre Wohnbauten entlang der Straßen, die in die Stadt führten. Die Stadterweiterung hatte wahrscheinlich auch eine Erweiterung der Stadtmauer zur Folge, doch ist davon nichts erhalten. Im zweiten vorchristlichen Jahrhundert wurde die Stadt ein drittes Mal erweitert. Das alte Stadtgebiet wurde vollkommen eingeebnet und ein neuer Stadtplan angelegt. Die neuen Häuserblocks hatten eine vollkommen andere Orientierung. Die Stadt erhielt eine neue Stadtmauer, die mit 5,5 Kilometer Länge ein viel größeres Gebiet umschloss. Die Stadt liegt auf einem Plateau und die Mauer folgte dem Rand dieses Plateaus. Im Nordwesten führte der Verlauf der Mauer über die dortigen Hügel.

### Heiligtum des Apollon

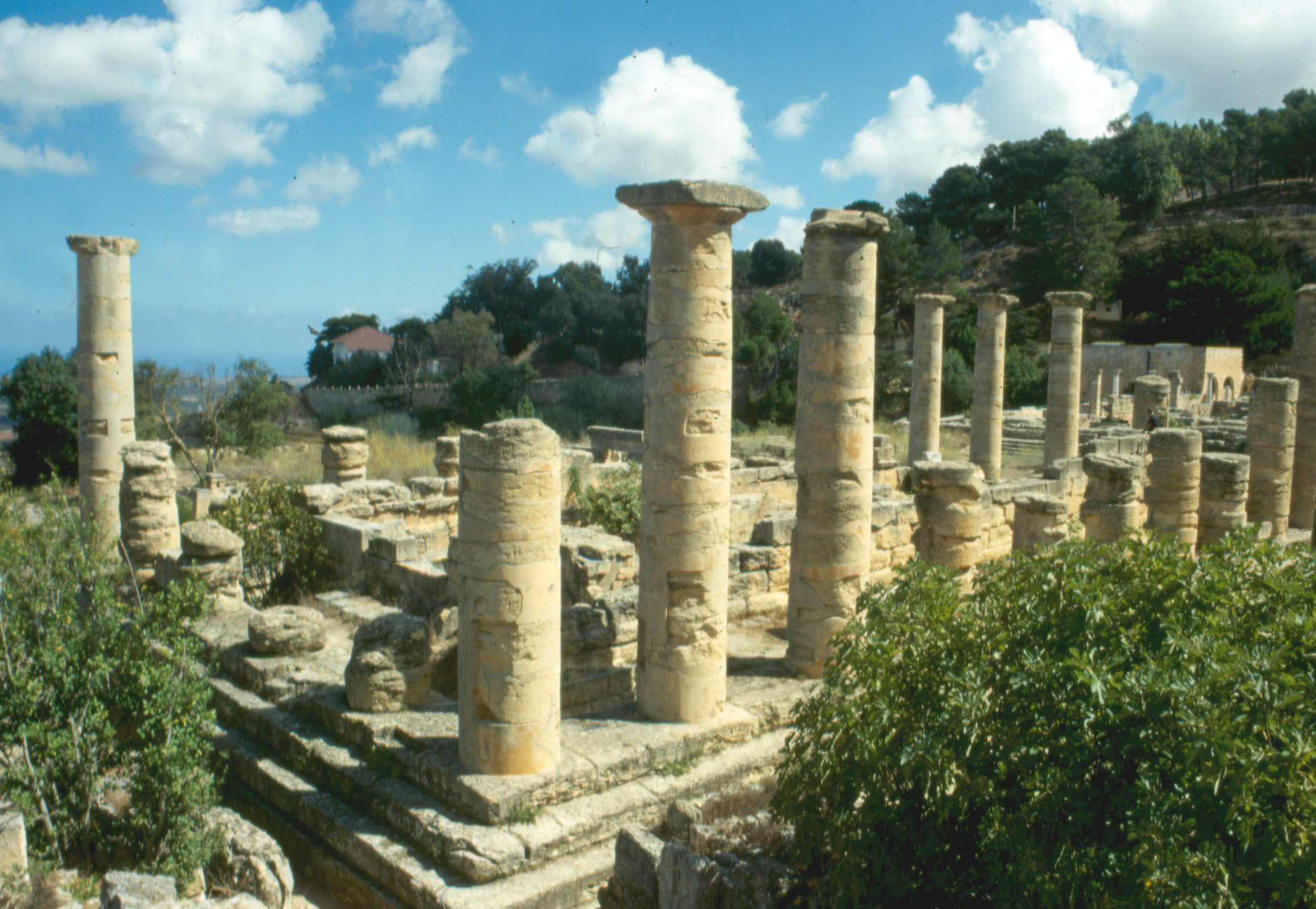
Der Apollontempel

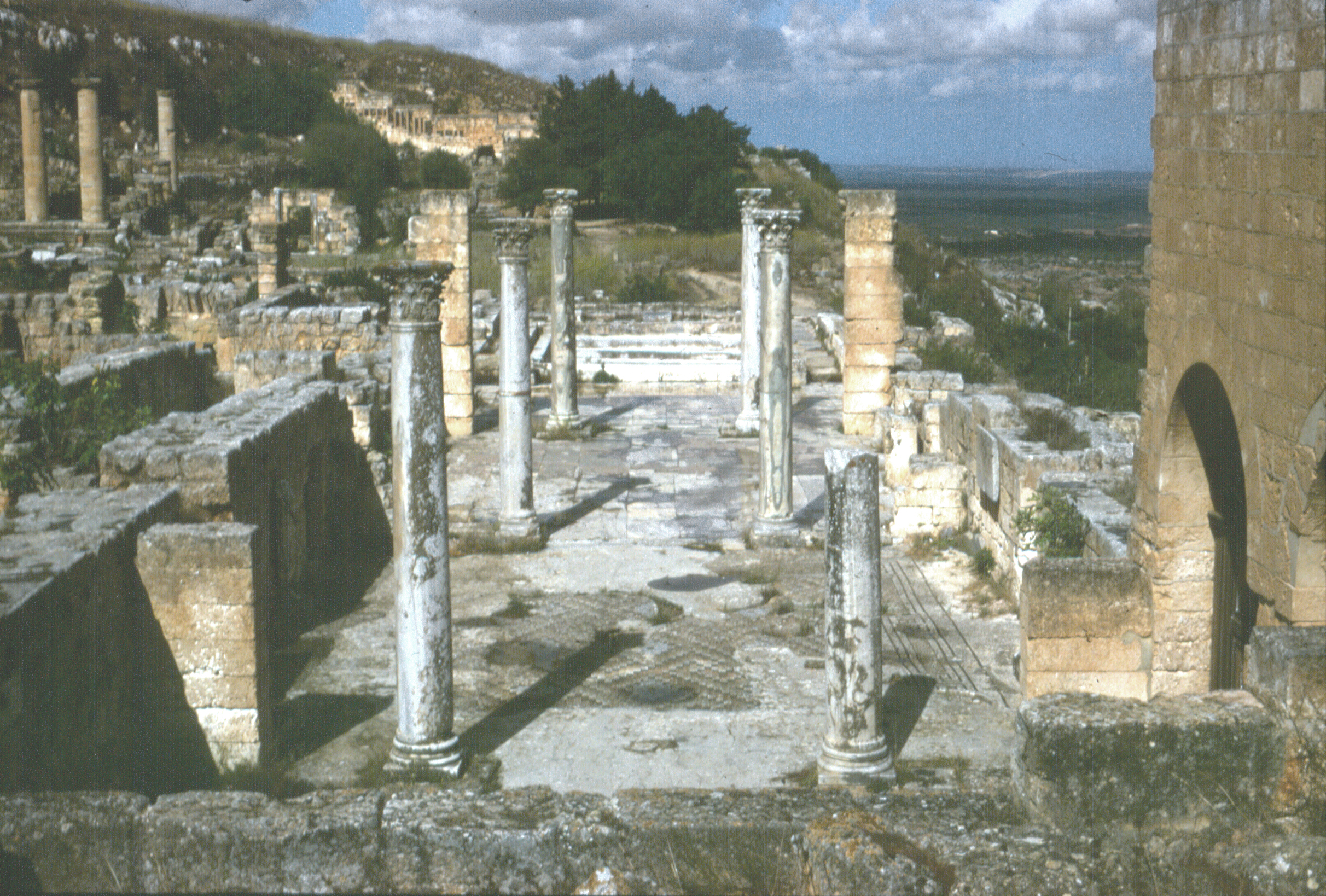
Trajansbäder

Das Heiligtum des Apollon liegt auf einer Terrasse im Nordwesten der Stadt an der Stadtmauer an dem Abhang des Hügels auf dem das Zentrum der Stadt liegt. Das Zentrum des Heiligtums bildet der Tempel des Apollon. Der erste Tempel wurde um 550 v. Chr. errichtet. Dieser Bau bestand aus einem langen Naos, der in zwei Räume unterteilt war. Im Inneren gab es zwei Säulenreihen, die den Naos in drei Schiffe unterteilten. Um 500 v. Chr. wurde der Naos an den Außenseiten mit Säulen dekoriert, sechs an den Kurzseiten und elf an den Längsseiten. Am Ende des vierten vorchristlichen Jahrhunderts wurde der Tempel vollkommen neu gestaltet. Das Bodenniveau wurde stark angehoben. Der Tempel bestand nun aus einem Naos mit 11 mal 6 kannelierten Säulen an den Außenseiten. Weitere kleinere Umbauten gab es um Christi Geburt. Unter anderem wurde das Niveau des Fußbodens erneut erhöht und eine Trennwand im Inneren niedergerissen. Beim jüdischen Aufstand im Jahr 115 n. Chr. ist der Tempel offensichtlich stark zerstört worden. Ein Neubau wurde schon unter Kaiser Hadrian begonnen, dauerte aber wahrscheinlich bis ans Ende des zweiten Jahrhunderts. Beim Erdbeben von 365 n. Chr. ist der Tempel wiederum zerstört worden und wurde nicht wieder aufgebaut.
Der Tempel des Apollon steht innerhalb eines Komplexes von verschiedenen Tempeln und Heiligtümern. Vor dem Eingang steht ein großer Altar. Nördlich vom Apollo-Tempel steht der Tempel der Artemis. Er ist wesentlich einfacher gestaltet. Ein ältester Bau stammt aus dem sechsten Jahrhundert. Es war ein quadratischer Bau mit Reihen von Säulen im Inneren. Im vierten Jahrhundert wurde der Tempelbau erweitert und es wurde ein Altar errichtet. In einer dritten Phase erhielt die Fassade vier ionische Säulen.
Südwestlich vom Tempel des Apollo befindet sich die Priester-Grotte. Sie ist in den Bergabhang gehauen. Den Eingang bildeten drei Bögen, die heute wieder aufgerichtet sind. Von dort gelangt man in eine Halle, deren Decke von zwei in den Felsen gehauenen Pfeilern getragen wird. An den Wänden befinden sich Bänke. Der Fußboden im Mittelgang ist mit Marmorplatten ausgelegt. Die Funktion dieser Grotte ist umstritten. Sie wurde als Triclinium, Nymphäum, aber auch als Mithräum interpretiert.
In der nordöstlichen Ecke der Terrasse stehen Bäder, die unter Trajan errichtet wurden. Die Bäder gehören nicht zum Tempelkomplex, sondern wurden hier sicherlich vor allem errichtet, um das Wasser der nahe liegenden Quelle zu nutzen. Die Bäder überbauten einige ältere Tempel. Die Bäder wurden mit Unterbrechungen von 1914 bis 1929 ausgegraben, wobei man vor allem im Frigidarium zahlreiche Statuen fand. In byzantinischer Zeit wurde nach dem Erdbeben von 365 ein neues, kleineres Bad in die Palästra hineingebaut. Diese Bäder waren noch in frühislamischer Zeit in Benutzung, wie eine arabische Inschrift und spätere Ausbesserungen der Bäder belegen.

### Zeustempel

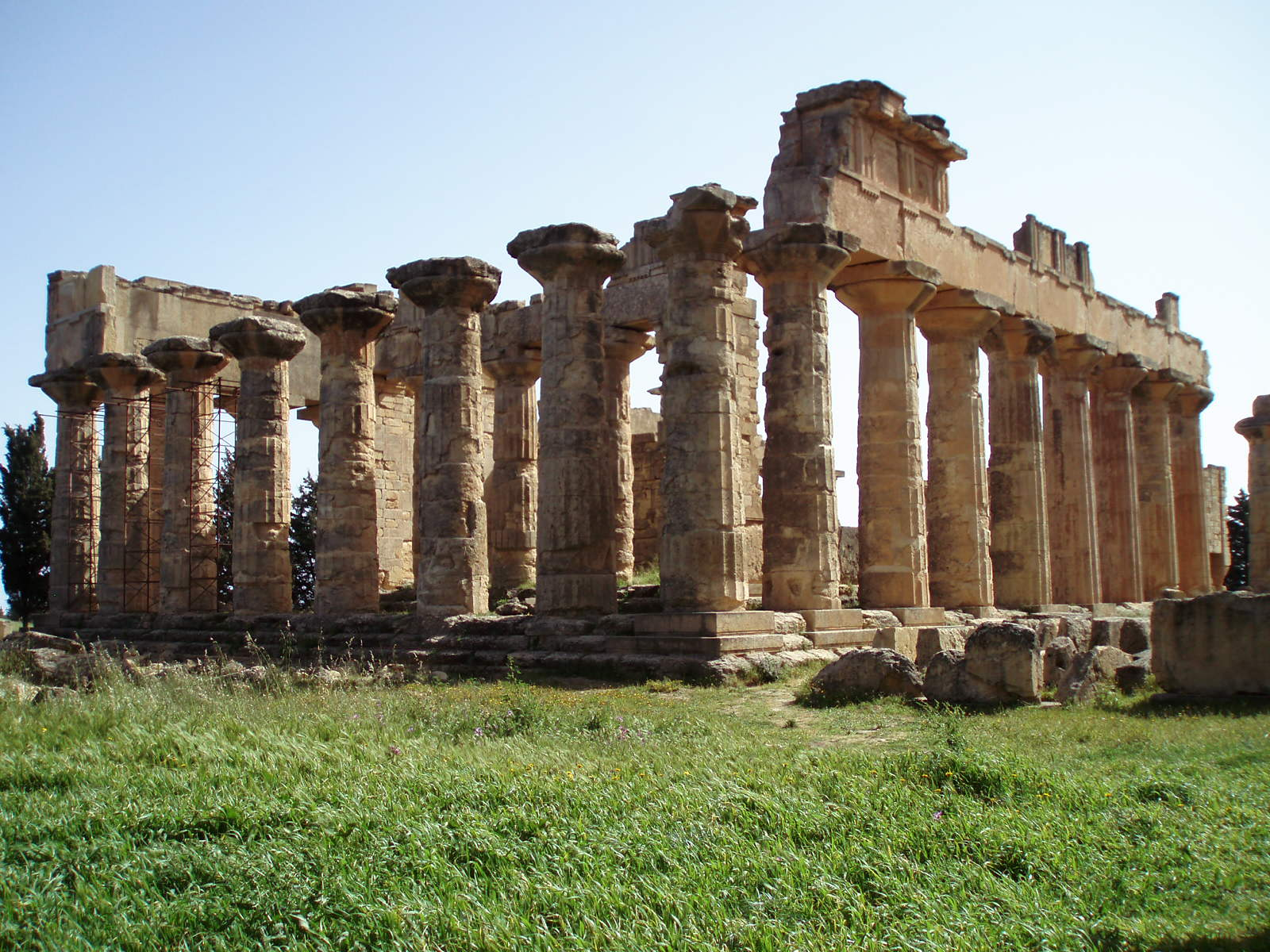
Der Zeustempel

Im Nord-Osten der Stadt steht der Zeustempel, der schon 1861 zum ersten Mal ausgegraben wurde. 1926 wurde das Innere des Tempels freigelegt, wobei man den Kopf einer hervorragend gearbeiteten Zeusstatue fand. Dieser Kopf konnte aus mehr als 100 Fragmenten zusammengesetzt werden. Es fanden sich auch Inschriften. Eine von ihnen ist eine Widmung an den Olympischen Zeus, womit sichergestellt war, dass der Tempel dem Zeus geweiht war. Umfassende Grabungen fanden von 1939 bis 1942 durch Gennaro Pesce statt. Herodot berichtet, dass sich 514 v. Chr., als die Perser bei der Stadt lagerten, bei der Stadt ein dem Zeus gewidmeter Hügel befand. Dies mag andeuten, dass der Tempel damals schon stand, ohne dass es bewiesen ist. Anhand der Ausgrabungen wurde der erste Bau um 500 bis 480 v. Chr. errichtet. Es handelt sich um ein monumentales Gebäude. Die Plattform ist 32 × 70 m groß und ist damit größer als der Parthenon von Athen und der Zeus-Tempel in Olympia. Die Cella ist von 46 dorischen Säulen umgeben. Die äußeren Säulen haben einen unteren Durchmesser von fast 2 Metern und waren mit dem Kapitell etwa 9 Meter hoch. Der Tempel wurde in ptolemäischer Zeit renoviert. Eine Inschrift belegt, dass es entweder unter Kaiser Augustus oder unter Tiberius weitere Restaurierungsarbeiten gab. Im zweiten Jahrhundert wurde der Tempel nach den Verwüstungen des jüdischen Aufstandes umgebaut und renoviert. Im Jahr 365 n. Chr. wurde der Tempel von einem Erdbeben zerstört und danach in eine Kirche umgewandelt.

### Agora

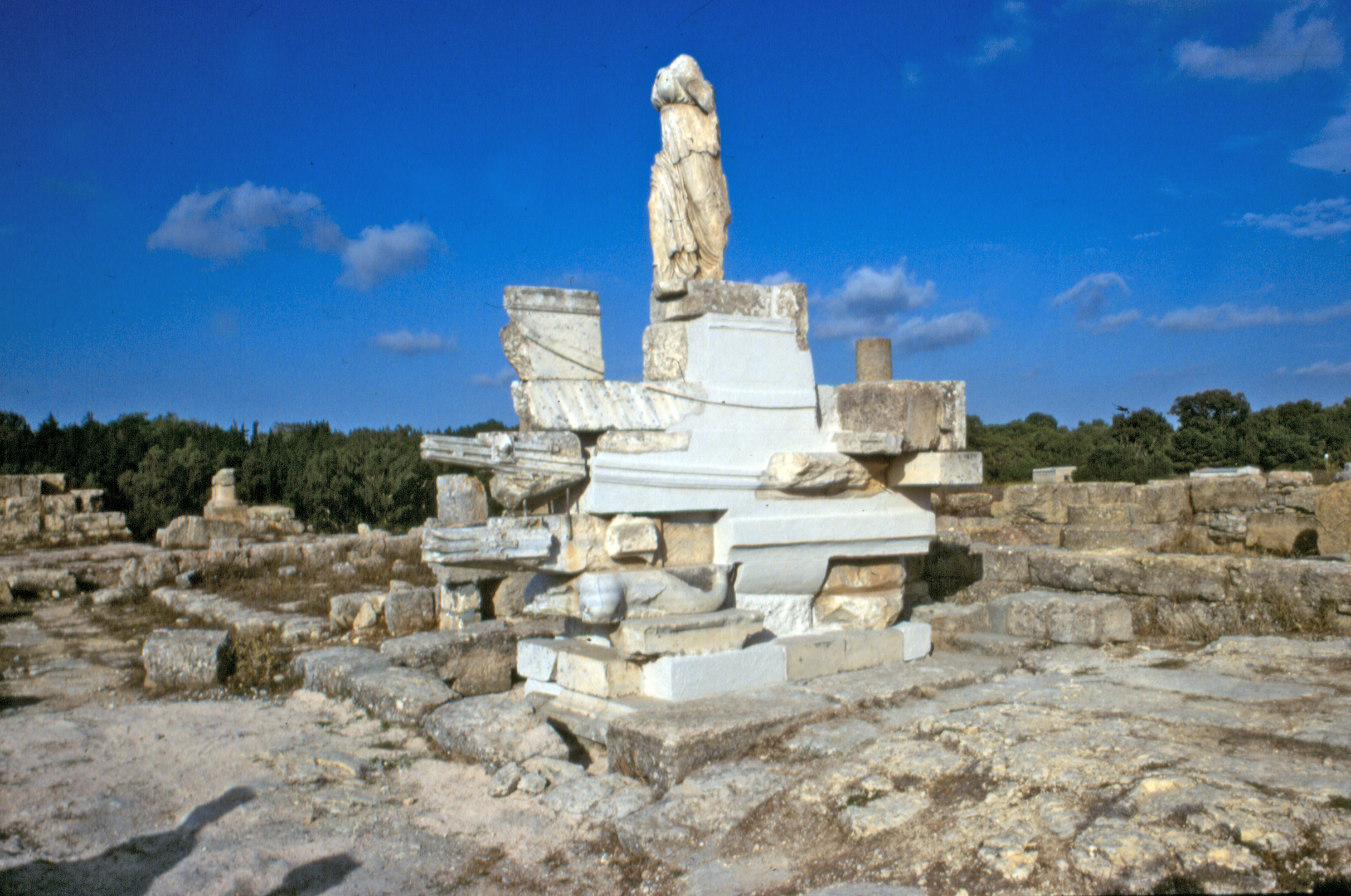
Siegesmonument auf der Agora

Im Zentrum der Stadt steht die Agora. Sie nimmt etwa drei Insulae ein und misst insgesamt 118 × 75 Meter. Der eigentlich Platz im Zentrum ist etwa 70 × 50 Meter groß. Die wichtigsten Ausgrabungen fanden 1917 bis 1925 statt. Um diesen Platz gruppieren sich diverse im Laufe der Jahrhunderte errichtete Bauten. Im Süden steht das Eingangstor. Westlich davon steht ein Tempel der Demeter, der in hellenistischer Zeit errichtet wurde. Daneben steht das Rathaus. Es besteht aus einem Raum mit diversen Sitzreihen an den Kurzseiten. An der Rückwand stand ein von Kaiser Hadrian geweihter Altar. Neben dem Rathaus und nördlich davon steht die sogenannte Westliche Stoa. Das Innere wurde von fünf dorischen Säulen getragen. Gleich daneben und östlich von der Stoa steht das Augusteum. Die Funktion des Baues, der an der Frontseite fünf dorische Säulen hat, ist unsicher. Es handelte sich zunächst um ein Brunnenhaus. Unter Kaiser Augustus wurden die seitlichen Säulenzwischenräume zugemauert. Auf den Innenwänden wurden Widmungen an diverse Gottheiten eingemeißelt. Die Namen tragen die Beiworte augustus oder augusta. Heute verlorene Inschriften mögen Mitglieder des Kaiserhauses genannt haben. Die Nord-Stoa steht neben dem Augusteum, die um etwa 350 v. Chr. erbaut wurde. Im zweiten Jahrhundert v. Chr. wurde sie nochmals ausgebaut. Die Ostseite der Agora wurde von der Östlichen Stoa eingenommen. Sie ist nach dem jüdischen Aufstand erbaut worden. Im dritten Jahrhundert ist der Bau aber schon in Wohnbauten umgewandelt worden. Diese Stoa überbaut ein Grabmal älterer Zeit, bei dem es sich wahrscheinlich um das Grab des Battos, des ersten Königs von Kyrene handelte. Dieser Bau war bis in römischer Zeit immer wieder renoviert worden. Das Grab war Teil eines Heiligtums der Opheles. Vor dieser Stoa steht das Seedenkmal. Es handelt sich um die Darstellung des Buges eines Schiffes. Das Denkmal wurde sicherlich von der Figur einer Nike gekrönt und ist so heute rekonstruiert.

### Caesareum

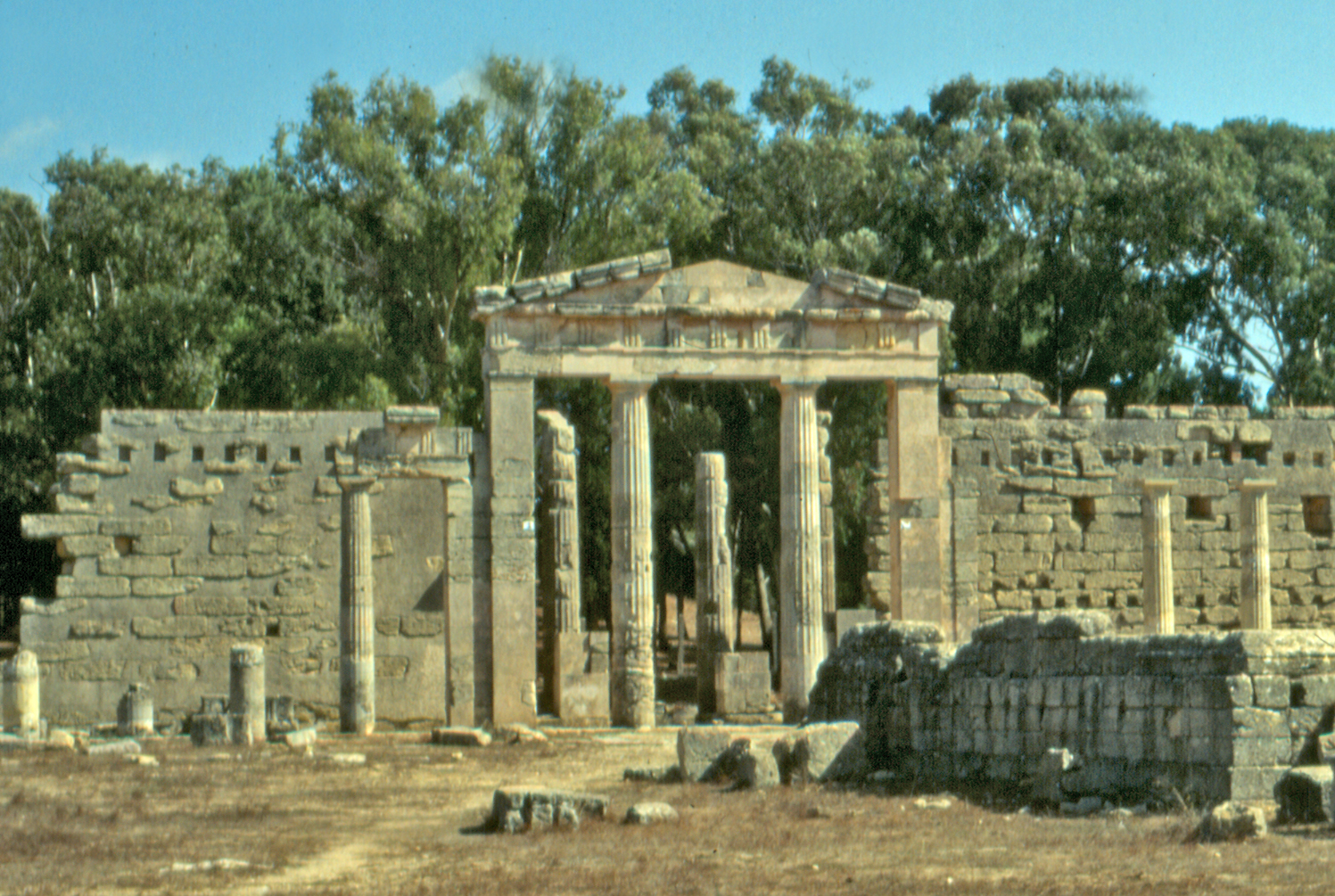
Eingang

Im Zentrum der Stadt, am Eingang zu den modernen Ausgrabungen stehen die Reste des sogenannten Caesareums. Es wurde 1935 ausgegraben und 1938 bis 1940 zum Teil wieder aufgebaut. Es handelt sich um einen rechteckigen Hof (96 × 84 Meter), der an allen Seiten von einer dorischen Portikus flankiert wird. Im Zentrum des Platzes steht ein kleiner Tempel, in dem 1891 eine Statue des Bacchus gefunden wurde. Eine Inschrift aus dem Jahr 18 n. Chr. spricht von Restaurierungsarbeiten und bezeichnet den Bau als porticus Caesarei. Der Name deutet an, dass der Tempel dem Kult des vergöttlichten Gaius Iulius Caesar diente. An der Ostseite schließt sich in der ganzen Länge eine Basilika an, die ein späterer Anbau ist. Sie hat im Westen eine Apsis und wird durch zwei Säulenreihen in drei Schiffe geteilt. Die Anlage blieb bis ins dritte Jahrhundert im Betrieb, dann wurden hier einfache Wohnbauten errichtet.

### Theater und Hippodrom

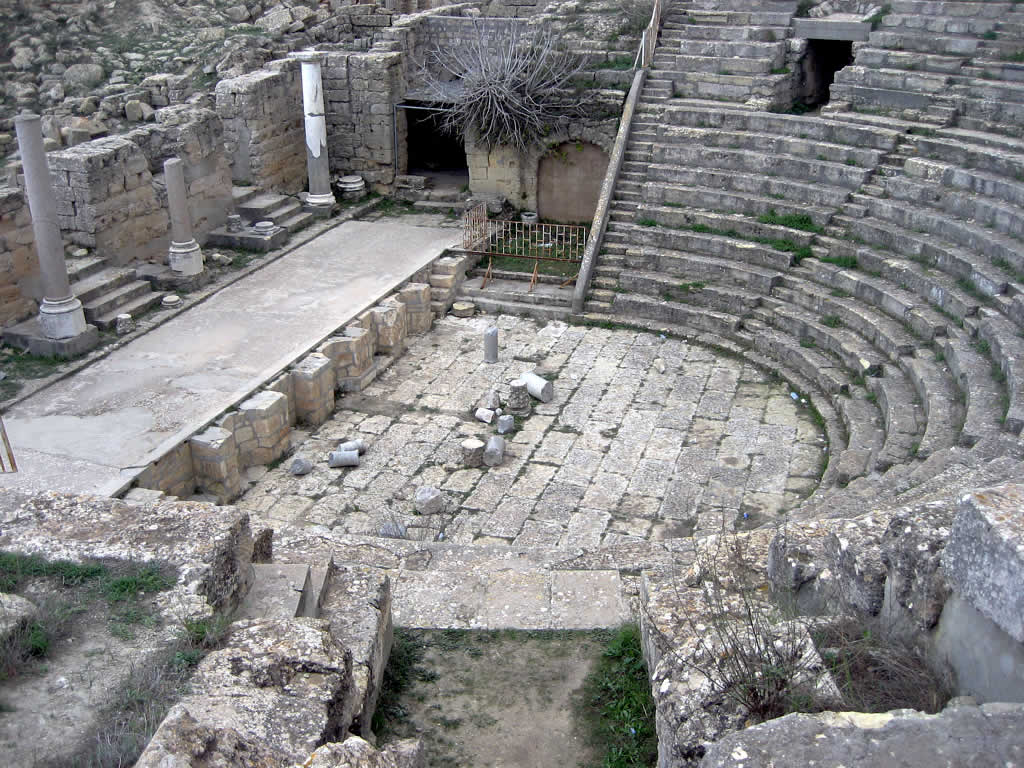
Das sogenannte Odeon

Die Stadt hatte vier Theater, die jedoch nicht alle gleichzeitig in Betrieb waren. Das sogenannte griechische Theater befindet sich ganz im Nordwesten der Stadt nahe dem Apollo-Heiligtum. Es handelt sich um das älteste Theater von Kyrene, das teilweise in den Bergabhang hineingebaut wurde. In römischer Zeit wurde es zu einem Amphitheater umgebaut, dabei wurden viele ältere Bauteile zerstört, so dass es unsicher ist, wann das Theater erbaut wurde. Die Datierung des Umbaues in ein Amphitheater ist auch unsicher. Vielleicht geschah dies im zweiten nachchristlichen Jahrhundert.
Im Zentrum der Stadt befinden sich die Reste des sogenannten Odeons. Es wurde 1934 und dann in den Jahren 1962–1964 ausgegraben. Es dürfte sich entgegen dem Namen um ein Theater gehandelt haben. Es fanden sich keine Belege einer Überdachung. Es ist unsicher, wann das Theater erbaut wurde. Eine nur in Fragmenten erhaltene Inschrift deutet an, dass es unter Trajan errichtet wurde. In der zweiten Hälfte des dritten Jahrhunderts ist es durch ein Feuer zerstört worden. In den Brandschichten fanden sich zahlreiche Fragmente von Statuetten, die eine reiche Ausstattung mit Skulpturen belegen.
Nicht weit vom Odeon steht das sogenannte römische Theater, das im Jahr 1938 ausgegraben wurde. Nur die unteren Teile der Mauern sind erhalten. Das Gebäude ist zu einem unbestimmten Zeitpunkt systematisch eingeebnet worden.
Das sogenannte späte Theater ist das letzte, das in der Stadt errichtet wurde. Es wurde wahrscheinlich im dritten Jahrhundert beim Trajanischen Markt erbaut, nachdem die beiden anderen Theater im Zentrum der Stadt aufgegeben wurden. Die Bühne ist mit vier Hermen geschmückt, die vielleicht von einem anderen Bau stammen.
Im Osten der Stadt, nicht weit vom Zeustempel entfernt, steht das Hippodrom der Stadt. Es ist nur zu einem kleinen Teil ausgegraben worden, so dass nur wenig zu Aufbau und Datierung der Anlage gesagt werden kann. Die in den felsigen Untergrund gegrabene Rennbahn war etwa 200 Meter lang. In der Mitte konnten die Reste einer Spina ausgegraben werden.

### Kirchen
Bisher konnten die Reste von zwei Kirchen ausgegraben werden. Beide Kirchen liegen im Ostteil der Stadt. Die Ostkirche steht etwa 100 Meter vom Osttor entfernt an der Straße, das zum Tor führt. Es konnten drei Bauphasen festgestellt werden. Die älteste Kirche war etwa 40 Meter lang und 28,40 Meter breit. Es handelte sich um einen dreischiffigen Bau. An der Ostseite befand sich eine Apsis. Drei Eingänge befanden sich gegenüber an der Westseite. In der zweiten Bauphase im sechsten Jahrhundert wurde auch an der Westseite eine Apsis in den bestehenden Bau hineingesetzt. Der Haupteingang lag nun im Süden. Auch die Ausstattung der Kirche wurde vollkommen neu gestaltet und der Bau wurde fast vollkommen mit neuen Mosaiken und Opus sectile ausgestattet.
Die Zentrale Kirche liegt im Zentrum der Stadt. Sie ist etwa 15,5 Meter breit und 27 Meter breit. Ihr westliches Ende schneidet die vorhandene Straße und deutet an, dass im sechsten Jahrhundert der alte Stadtplan ignoriert wurde. Der Haupteingang lag im Osten und ist mit zwei Marmorsäulen geschmückt. Die eigentliche Kirche hatte drei Schiffe und war teilweise mit figürlichen Mosaiken dekoriert. Die Schiffe waren durch Arkaden getrennt. Im Westen befindet sich eine Apsis.
Eine dritte Kirche stand im Süden, außerhalb der Stadtmauer. Der Bau wurde bisher noch nicht ausgegraben, ist aber an der Oberfläche sichtbar. Es handelt sich vielleicht um die Reste einer Friedhofskirche. Es handelte sich um eine dreischiffige Basilika mit einer Apsis im Westen und einer Seitenapsis.

## Kyrene heute
Kyrene ist heute eine archäologische Stätte nahe dem Dorf Shahat, die als UNESCO-Welterbestätte besonderen Schutz genießt. Zu den nennenswerten Denkmalen zählen der Tempel des Apollon, der ursprünglich schon im 7. Jahrhundert v. Chr. errichtet wurde. Weiter ein Tempel der Demeter und ein teilweise unausgegrabener Zeustempel. Es gibt eine ca. zehn Quadratkilometer große Nekropole zwischen Kyrene und dem alten Tor von Apollonia. Teile der Nekropole sind im Sommer 2013 zerstört worden um Platz für Häuser und Geschäfte zu machen.